# Domowe karaoke
Domowe karaoke – seria muzycznych gier komputerowych autorstwa polskiego studia 3e, wydawana na komputery osobiste oraz w wersji na odtwarzacze na DVD. Gracz w każdej z gier ma możliwość śpiewania popularnych polskich utworów muzycznych. Założenia Domowego Karaoke są oparte na serii SingStar. Do tej pory wydano części takie jak Zostań gwiazdą (2004), Domowe Kolędowanie (2005), Wśród Gwiazd (2007), Aleja Gwiazd (2008) i Wirtualne Jury (2009); ta ostatnia gra umożliwia ocenę poczynań gracza.
Wysoka popularność gier 3e w salonach Empik spowodowała przyznanie Domowemu Karaoke 2 na DVD (2008) nagrody Bestseller Empiku 2009.